# Hernán Sifuentes
Hernán Tomás Sifuentes Barca (Jesús María, 4 de marzo de 1981) es un politólogo y político peruano. Es el actual alcalde del distrito de San Martín de Porres, desde el 1 de enero del 2023. Siendo elegido en las elecciones municipales de 2022 para el periodo 2023 - 2027.

## Biografía
Nació en el distrito de Jesús María, ubicado en la ciudad de Lima, el 4 de marzo de 1981. Es hijo de Hernán Sifuentes Oré y de Violeta Barca Santoyo.
Estudió la carrera de Ciencia Política en la Universidad Nacional Federico Villarreal. Asimismo, cuenta con estudios de postgrado en Gestión municipal de la Universidad ESAN.
Laboró en el Municipio del distrito del Rímac como gerentes de rentas en 2011.

## Carrera política
Fue militante del Partido Popular Cristiano desde junio del 2005 y se inició en la política como candidato a regidor del distrito de San Martín de Porres por Unidad Nacional en 2006, sin embargo, no resultó elegido. En las elecciones municipales del 2010, resultó elegido como regidor para el periodo 2011 - 2015.
Para las elecciones municipales del 2014, fue candidato a la alcaldía del distrito de San Martín de Porres, sin embargo, no obtuvo éxito, quedando en el tercer lugar de las preferencias. Posteriormente, renunció al PPC en 2017 y se pasó al partido Alianza para el Progreso, donde postularía por segunda vez al municipio en las elecciones municipales del 2018. No obstante, Sifuentes tampoco tuvo éxito, quedando en segundo lugar tras el triunfo de Julio Chávez de Acción Popular.

### Alcalde de San Martin de Porres
Para las elecciones municipales del 2022, Sifuentes terminó afiliándose al partido Podemos Perú en 2021, postulando nuevamente a la alcaldía, donde logró salir elegido como alcalde del distrito de San Martín de Porres, para el periodo municipal 2023 - 2027. Venciendo a Bobby Mattos de Renovación Popular, quien terminó en segundo lugar.
Al asumir su gestión, Sifuentes alertó que recibió el municipio con una deuda aproximada de 500 millones de soles.